# Fundstelle Kreuzäcker
Die Fundstelle Kreuzäcker befindet sich in Leithaprodersdorf (Burgenland) im Westen des Ortskerns. Die unverbauten Flächen zwischen Badstraße und Keltenweg sowie nördlich des Keltenwegs wurden zwischen 2005 und 2015 im Rahmen von Rettungsgrabungen des Bundesdenkmalamtes systematisch archäologisch untersucht. Das Areal umfasste 250 × 150 m. Auf der seit 1925 bekannten Fundstelle wurden Gräber des Endneolithikums, der Frühbronzezeit, der späten Eisenzeit und der Römischen Kaiserzeit aufgedeckt. Eine Auswahl interessanter Fundstücke ist am Gemeindeamt Leithaprodersdorf ausgestellt.
Die Gräber wurden nach dem Abtragen der Humuschicht mittels Bagger in Form von dunklen humosen Bodenverfärbungen im schottrigen Unterboden sichtbar.

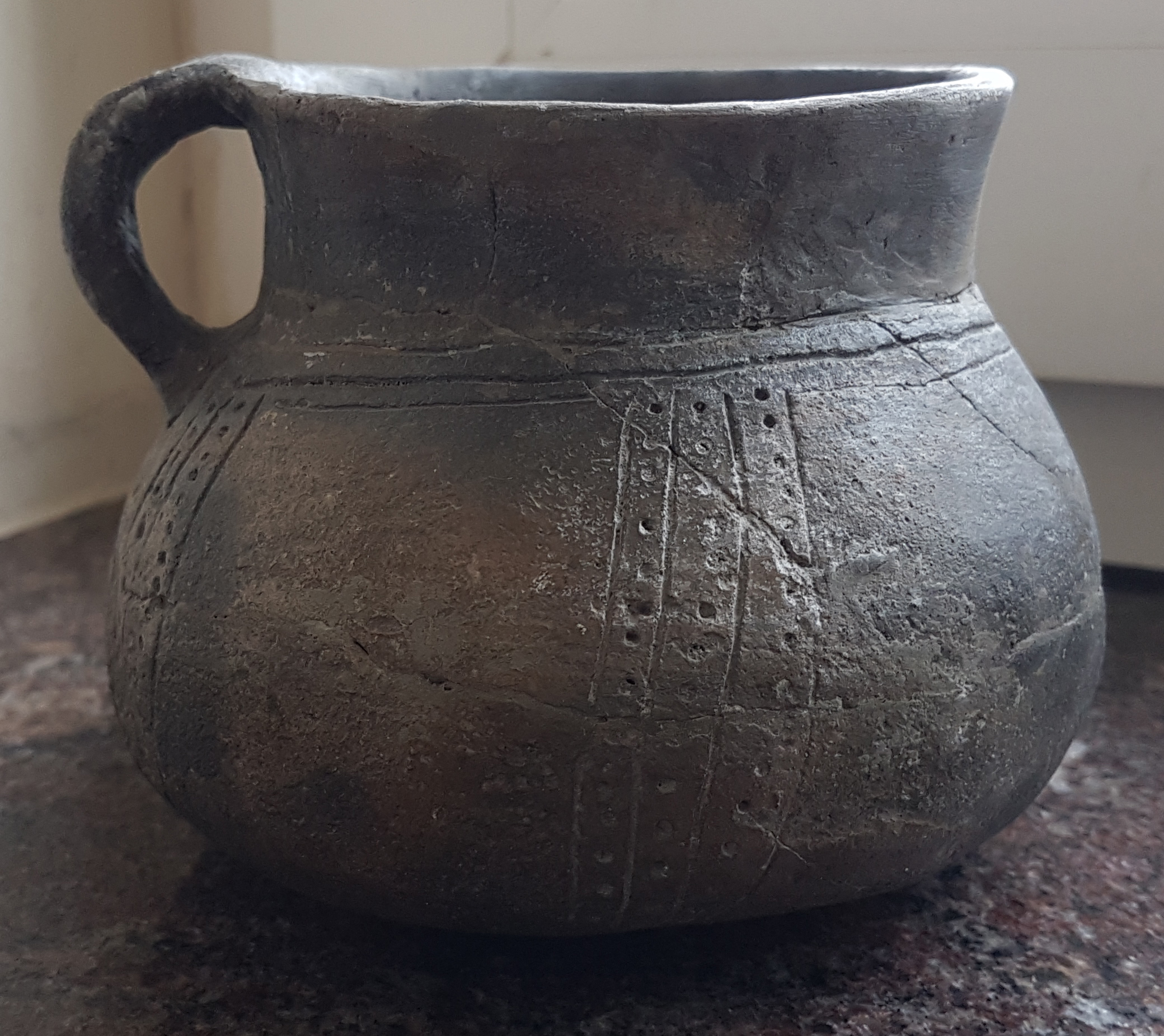
Leithaprodersdorf Flur Kreuzäcker Grab 246 Gst 6387-6389 (Späte Glockenbecher Kultur, Lokalgruppe Ragelsdorf-Oggau).

## Glockenbecherkultur
Die ältesten Gräber der Glockenbecherkultur befanden sich im Südwesten der Grabungsfläche. Unter den 16 Bestattungen waren drei Brandgräber. In den Körpergräbern lagen die Skelett in Seitenlage mit angehockten Beinen hauptsächlich in Südwest-Nordost Ausrichtung. Die Toten wurden mit Speise- und Trinkbeigaben versorgt, deren Behältnis aus Keramik – Tassen und Schalen – in den Gräbern vorgefunden wurden, wie sie bereits 1925/26 Alexander Seracsin auf dem Grundstück der heutigen Badgasse 12 gefunden hatte.

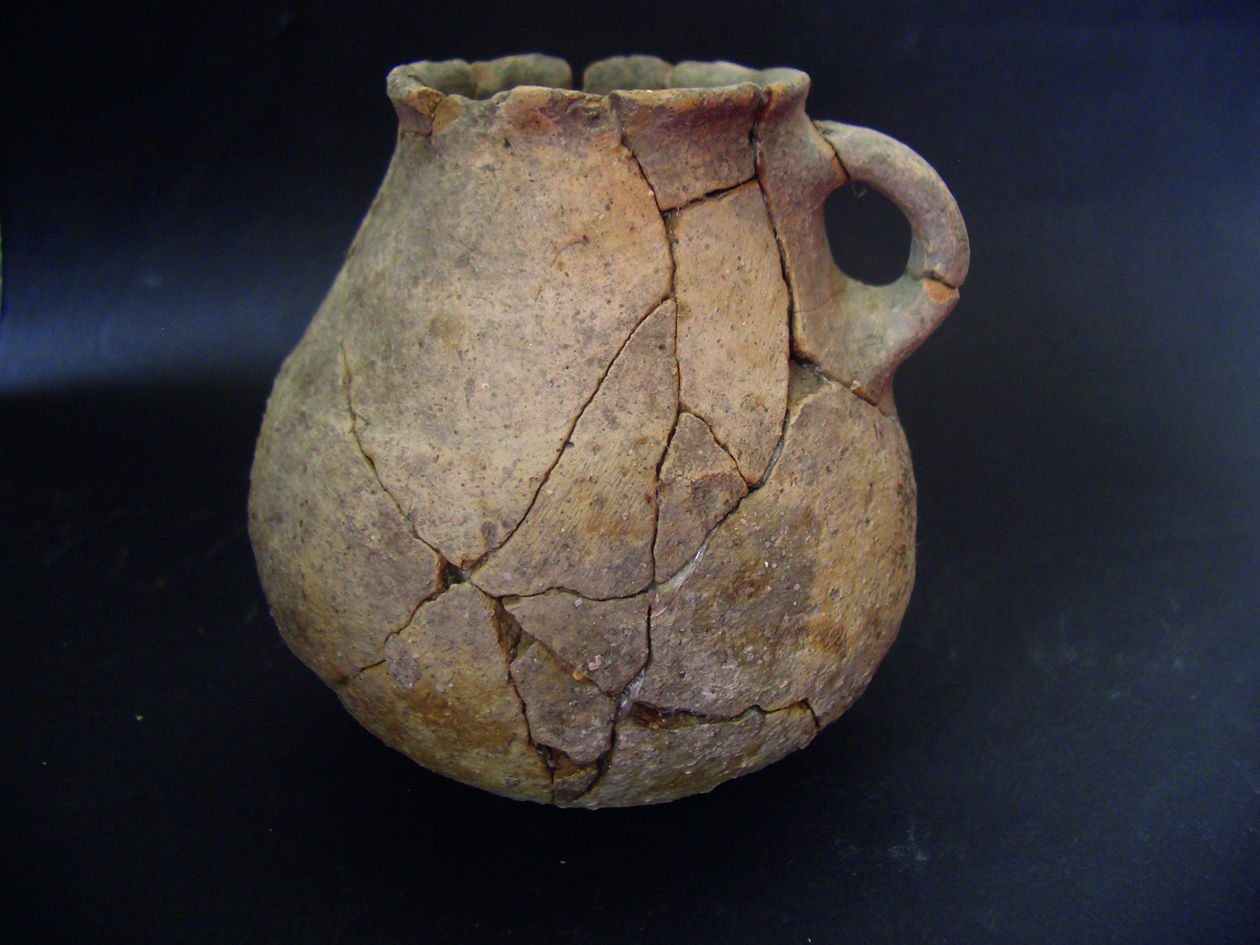
Die Trausdorfer Tasse ist der Leittyp der Leithaprodersdorf-Gruppe (Grab 38 Gst. 6383-6385, Foto V. Reiter).

## Leithaprodersdorf-Gruppe
Am südlichen Rand der Grabungsfläche wurden sechs Gräber der Leithaprodersdorf-Gruppe aus der frühesten Frühbronzezeit entdeckt. Sie waren teilweise von keltischen Grabanlagen gestört. Trotzdem konnten drei Skelette von Männern geborgen werden.
Auch bei ihnen wurden typische Gefäße gefunden, wie sie von der namengebenden Fundstelle am südlichen Rand des Gemeindegebietes auf der Flur Edelseeäcker bekannt sind.

## Wieselburger Kultur
73 Gräber stammten von der Wieselburger Kultur, die dominierende Kulturerscheinung der Frühbronzezeit im Burgenland und den angrenzenden Nachbarregionen in der Slowakei und in Ungarn. Nur in etwa der Hälfte der Grabgruben waren Skelette, die anderen Gräber waren entweder beraubt und die Skelette verworfen oder der kalkarme Boden hat für deren Auflösung gesorgt. Nur wenige Bronzegegenstände zeigen die ehemalige Pracht der Schmuckstücke mit denen die Toten geschmückt waren: Gewandnadeln sowie Hals- und Armreifen aus Kupfer. Ein junger Mann wurde mit seinen Waffen, einem Kupferdolch und einer Steinaxt bestattet. In einigen Gräbern wurden Geschirrsätze mit bis zu 20 Gefäßen entdeckt. Bei einem Kind wurde ein kleines stiefelförmiges Gefäß gefunden. Viele Gräber waren mit Steinbrocken befestigt bzw. mit Steinplatten abgedeckt. In einem Grab wurde eine vermutlich kupferzeitliche Grabstele zur Befestigung der Grubenwand verwendet.

## Urnenfelderkultur

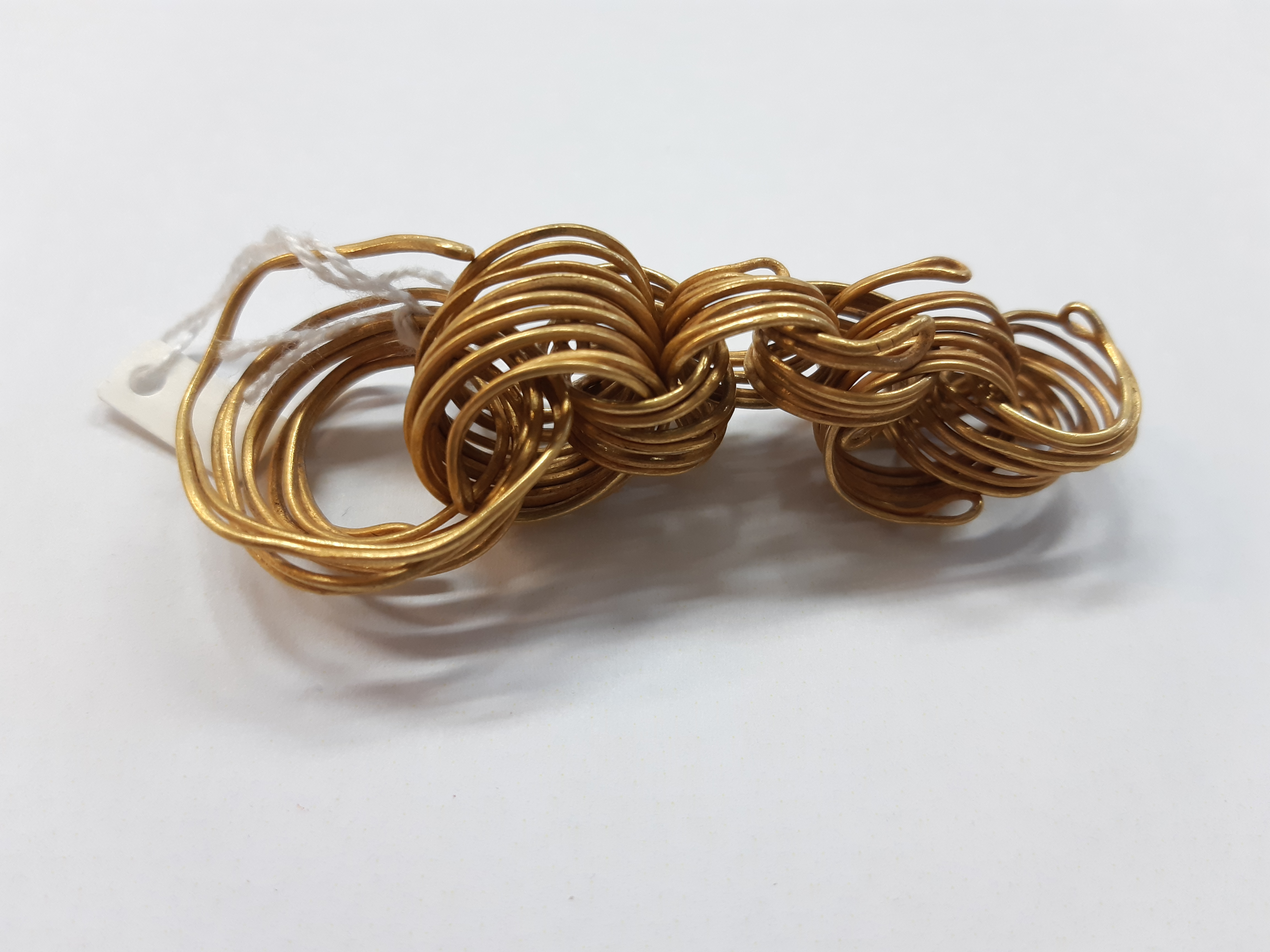
Sieben ineinander geschlungene Drahringe aus Gold der Spätbronzezeit (Foto R. Linke).

Im Nordwesten der Grabungsfläche wurde in einem langen Graben ein Goldringbündel gefunden. Es besteht aus sieben ineinander verschlungene Drahtringe, die typisch für die Spätbronzezeit um etwa 1400 v. Chr. sind. Die materieraltechnologische Analyse hat ergeben, dass das Goldringbündel sehr gut mit dem Exemplar aus dem Goldschatzfund von Ebreichsdorf vergleichbar ist.

## Späte Eisenzeit

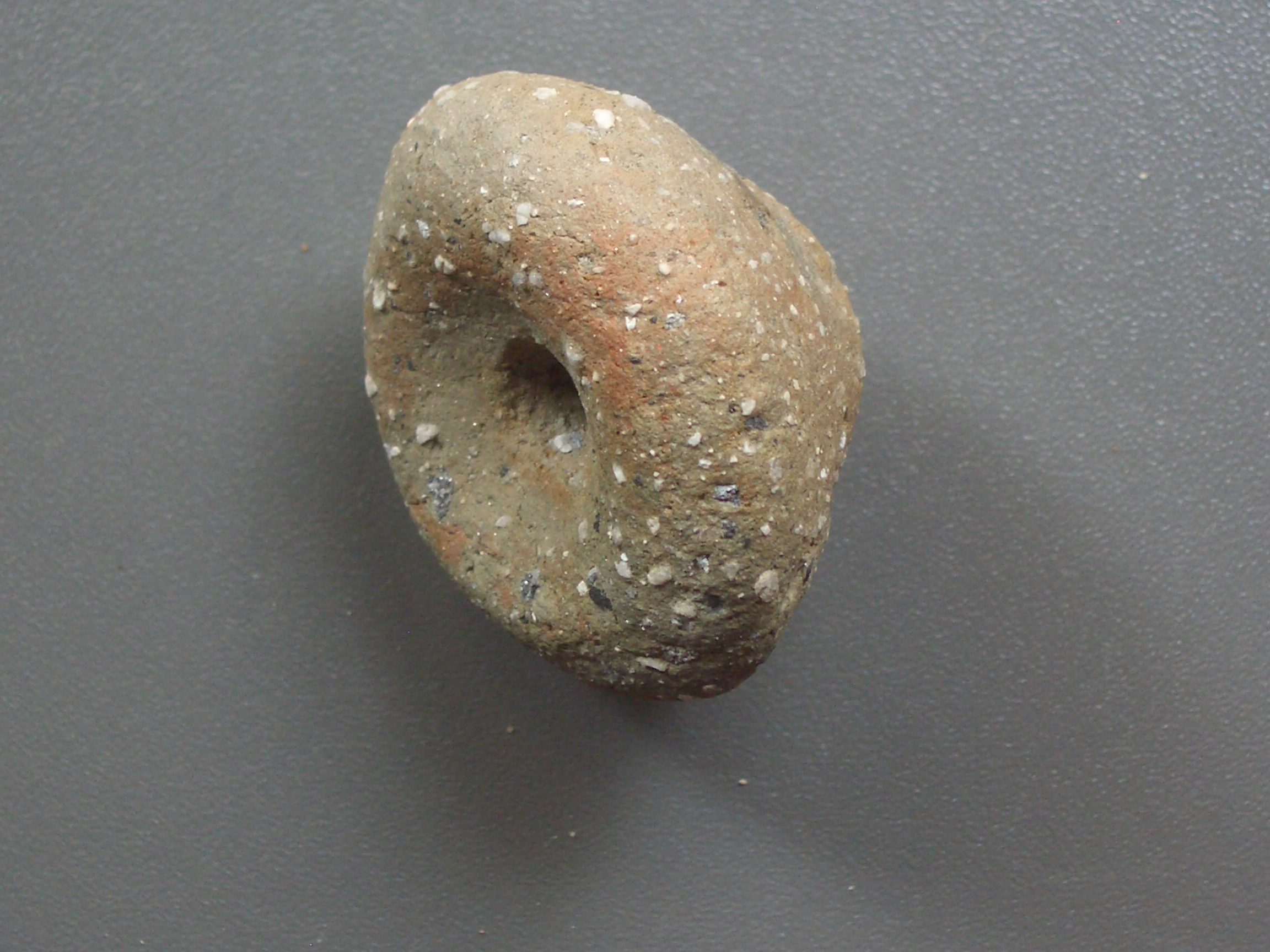
Leithaprodersdorf Flur Kreuzäcker Spinnwirtel aus Grab 127 Gst 6381 eines 40-50-jährigen Kelten (Foto V. Reiter).

Zwölf Grabanlagen der Späten Eisenzeit zeugen von der keltischen Besiedelung zwischen 300 und 250 v. Chr. in Leithaprodersdorf. Die Gräber waren von quadratischen Gräbchen umgeben und zum Schutz vor Grabräubern mit einer mächtigen Steinpackung überdeckt. Die geschmückten Toten wurden in gestreckter Rückenlage niedergelegt und mit Speis- und Trank ins Jenseits geschickt, die nicht nur in Keramikgefäßen gefüllt wurden. Ein ganzes oder halbes Schwein lag neben dem Leichnam in der hölzernen Grabkammer. Frauen trugen reichlich Hals-, Arm- und Beinreife sowie Fibeln als Gewandverschuss. Zwei Kriegern wurden ihre eisernen Schwerter mitgegeben.

## Römische Kaiserzeit

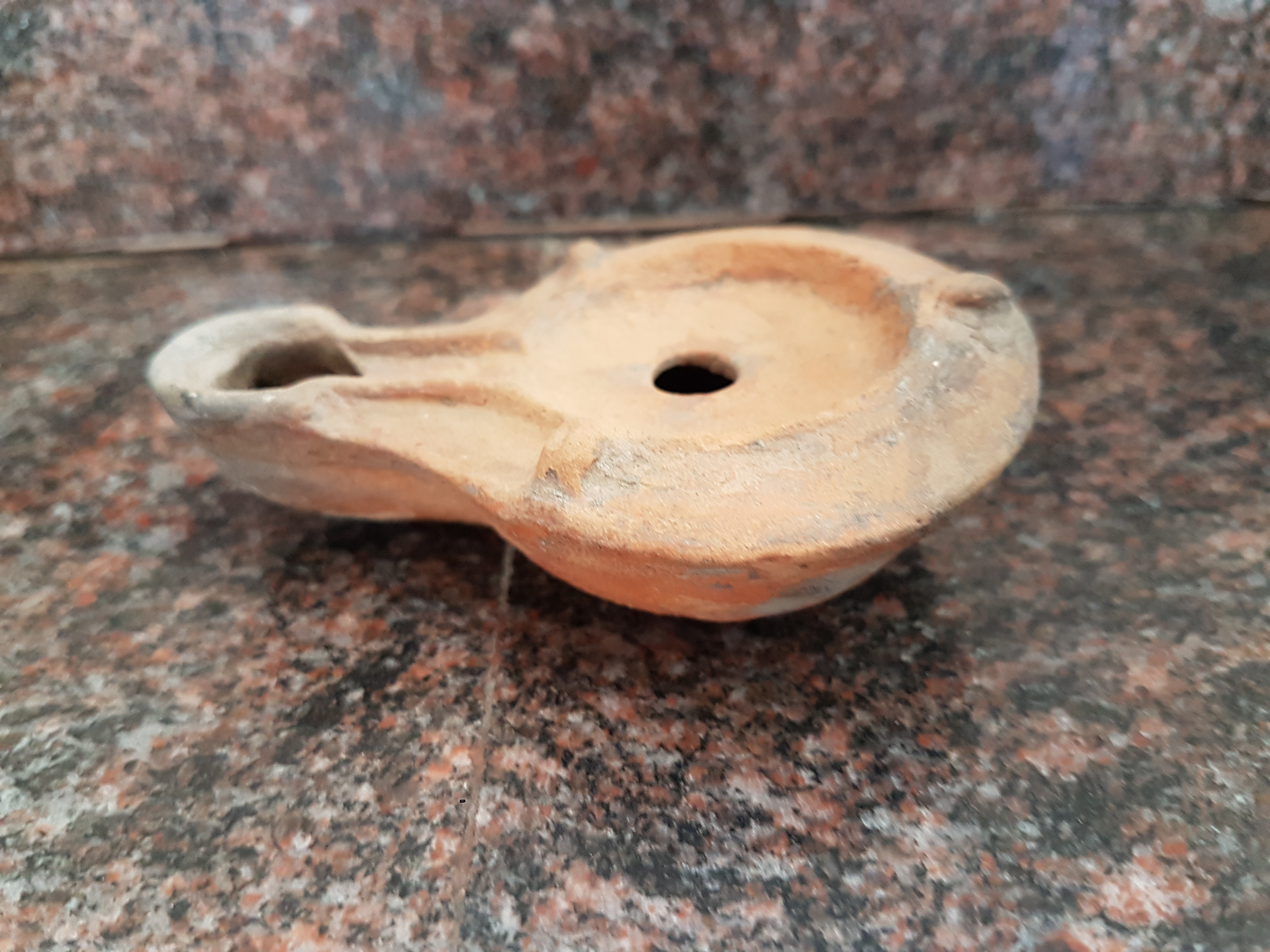
Römische Öllampe des 2. bis 3. Jhdts n. Chr. (Foto V. Reiter).

Schon 1940 wurden die ersten römischen Gräber gefunden. Bei den ab 2005 durchgeführten Rettungsgrabungen wurden insgesamt 271 römische Brand- und 95 Körpergräber entdeckt. Sie wurden zwischen dem 1. und 4. Jhdt. n. Chr. von den Bewohnern der nahe gelegenen Siedlung errichtet. Der Leichenbrand wurde entsprechend der sozialen Stellung des Toten in einer Urne oder einer Steinkiste im Boden deponiert. Die verbrannten Überreste der Ärmsten wurden einfach in eine kleine Grube geschüttet. Reiche Gräber wurden mit Grabhügel aus Erde oder Stein überbaut. Ab dem 4. Jhdt. wurden die Toten nicht mehr verbrannt, sondern in gestreckter Rückenlage begraben. Als Behältnisse dienten Steinkisten und Sarkophage oder Ziegelsteine. Zum Andenken ließen reiche Römer an ihrem Grab Stelen mit ihrem Porträt und Inschriften aufstellen. Nach dem beeindruckenden Grabstein von Marcus Vinius Longinus ist der archäologische Themen Radweg zwischen Leithaprodersdorf und Iža in der Slowakei benannt, wo Longinus vermutlich in der 1. Legion gedient hatte.